# (15874) 1996 TL66
(15874) 1996 TL66は、軌道の大部分がエッジワース・カイパーベルトより外側にある太陽系外縁天体の一つ。1996年にイギリスの天文学者デビッド・C・ジューイットらによって、マウナケア天文台群の望遠鏡を用いた観測で発見された。その1年前に発見された1995 TL8の分類がまだ決まっていなかったため、散乱円盤天体に分類された最初の天体となった。発見された当時は外縁天体で最も大きいものの一つだった。
1996 TL66は軌道長半径約83天文単位の軌道で太陽の周りを回っている。スピッツァー宇宙望遠鏡での観測により、直径は575km程度で表面は非常に暗い（アルベドが小さい）とみられている。マイケル・E・ブラウンによれば、直径400km以上の外縁天体は冥王星型天体の条件である「静水圧平衡状態（球に近い形状）」を保っている可能性がある。